# 며느리배꼽
며느리배꼽(문화어: 사광이풀)은 마디풀과에 딸린 한국 각처의 길가나 집주변의 들에서 자라는 덩굴성 한해살이풀이다. 한국·중국·일본·러시아 극동부 및 인도·인도차이나 반도 원산이다.

## 이름
턱잎 안에 열매가 들어 있는 모양이 배꼽을 닮았다고 해서 이름이 붙었다. 며누리배꼽·참가시덩굴여뀌라고도 부른다.

## 생태
길가나 빈터에서 흔하게 자란다. 줄기는 길이 2미터 정도 길게 벗어 가지가 갈라지며 밑으로 난 가시가 있어 다른 물체를 타고 오른다. 잎은 삼각형이고 끝이 뾰족하며 길이 3–6 cm, 폭 3-8cm로서 가장자리가 물결 모양이며 잎맥 위에 거슬러 난 잔 가시가 있다. 잎자루가 잎 아래에 붙는다. 턱잎은 잎모양으로 푸르고 지름 2-3cm의 둥굴고 얕은 깔때기 모양이며 줄기를 감싼다. 꽃은 7-9월에 피며 줄기와 가지 끝이나 잎겨드랑이에 술 모양 꽃차례로 달린다. 열매는 10월경에 맺으며 수과로 길이와 지름이 3mm이고 난상 구형이며 약간 세모가 지고 윤기가 나며 남색이다. 다육질의 하늘색 꽃받침으로 싸여 있어 장과처럼 보이며 8-9월에 검게 익는다.

## 관리 및 번식법
관리법 : 어느 곳에서나 잘 자라기 때문에 특별한 관리는 필요없다.
번식법 : 10월에 종자를 받아 이듬해 봄에 뿌린다.

## 쓰임새
신맛이 나는 어린잎을 살짝 데쳐 나물로 무쳐 먹는다.
꽃과 열매를 포함한 모든 부분을 약재로 쓴다.

## 사진

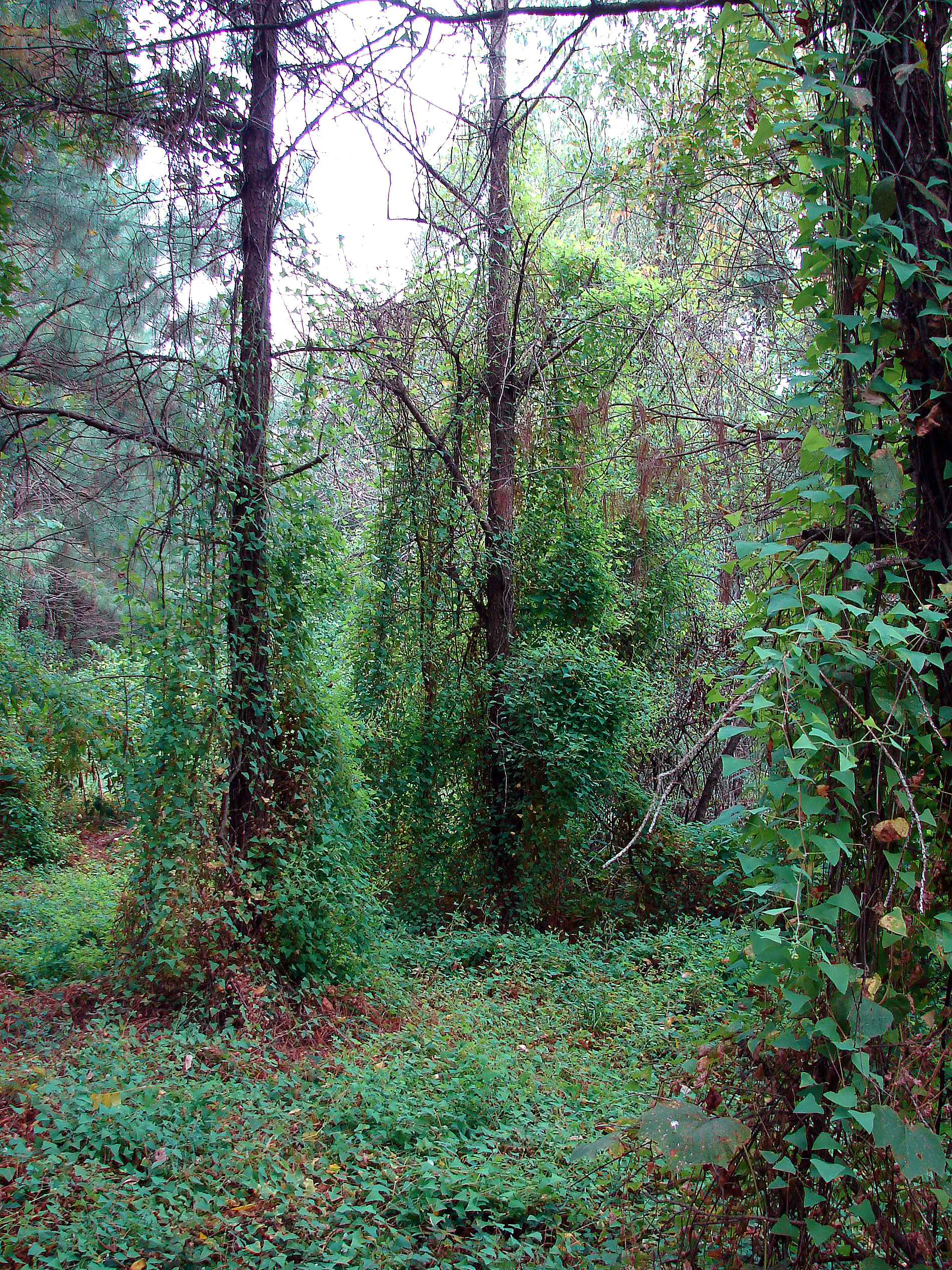
군락. 미국에서는 외래 침입종으로 규정하고 있다.
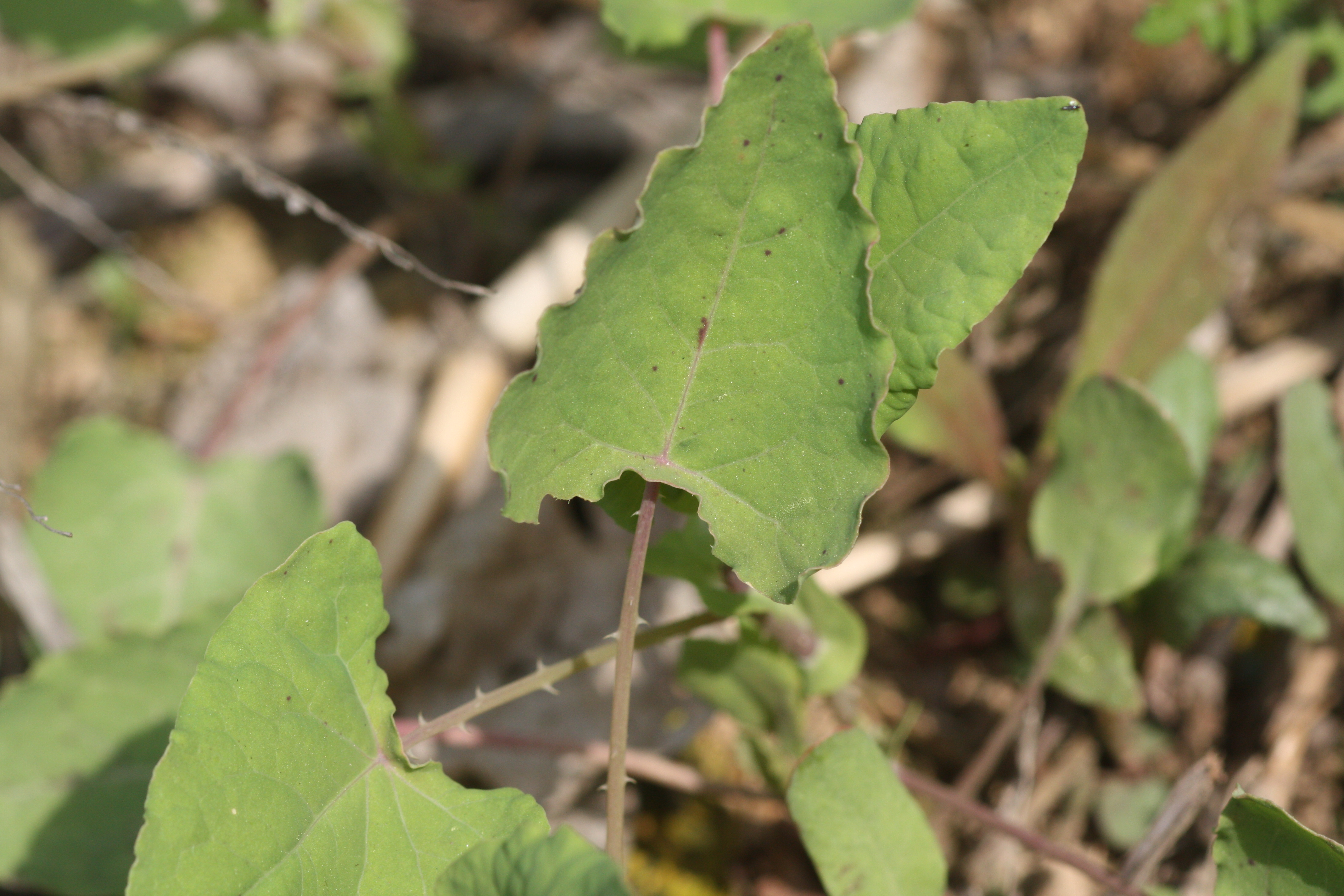
잎
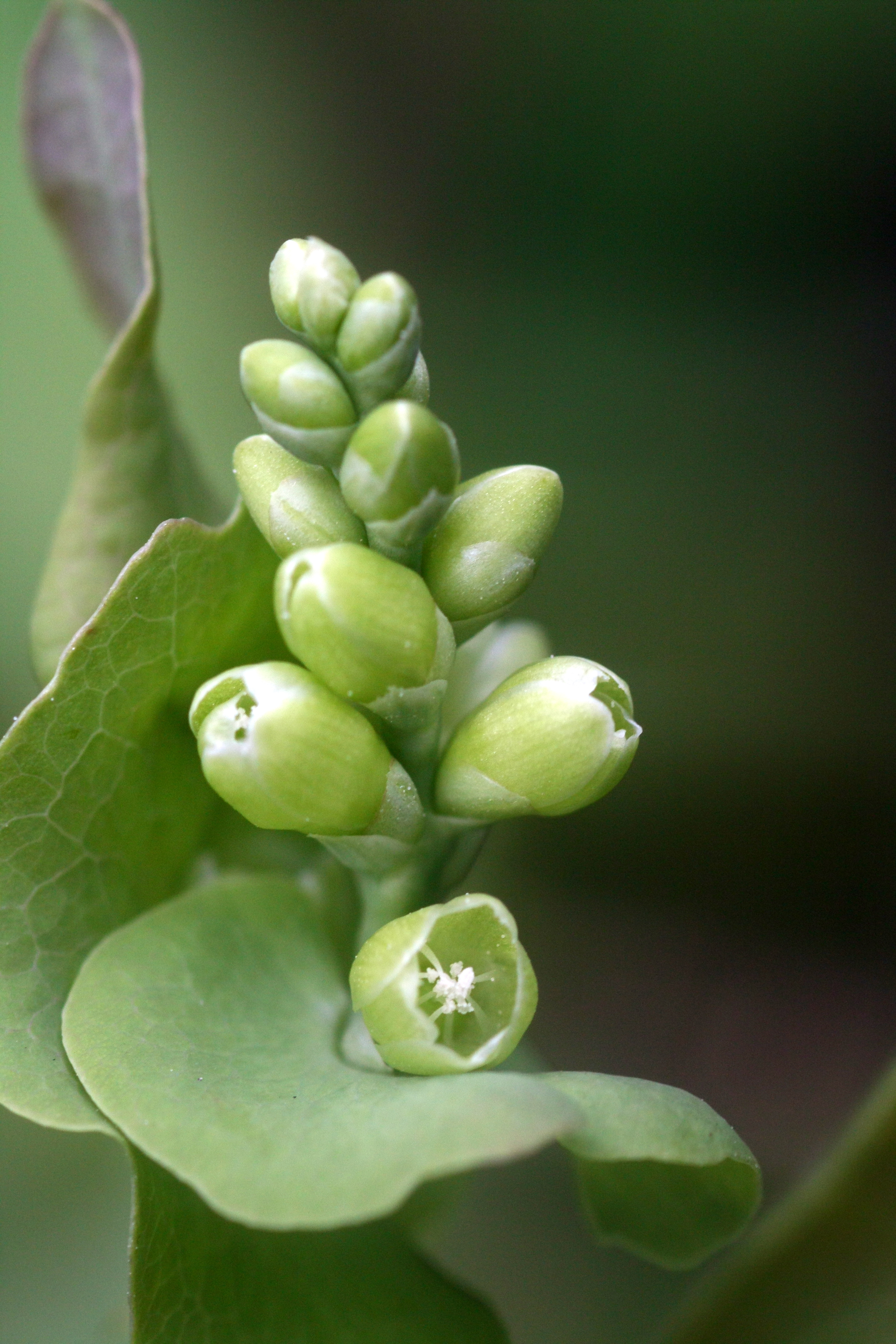
꽃
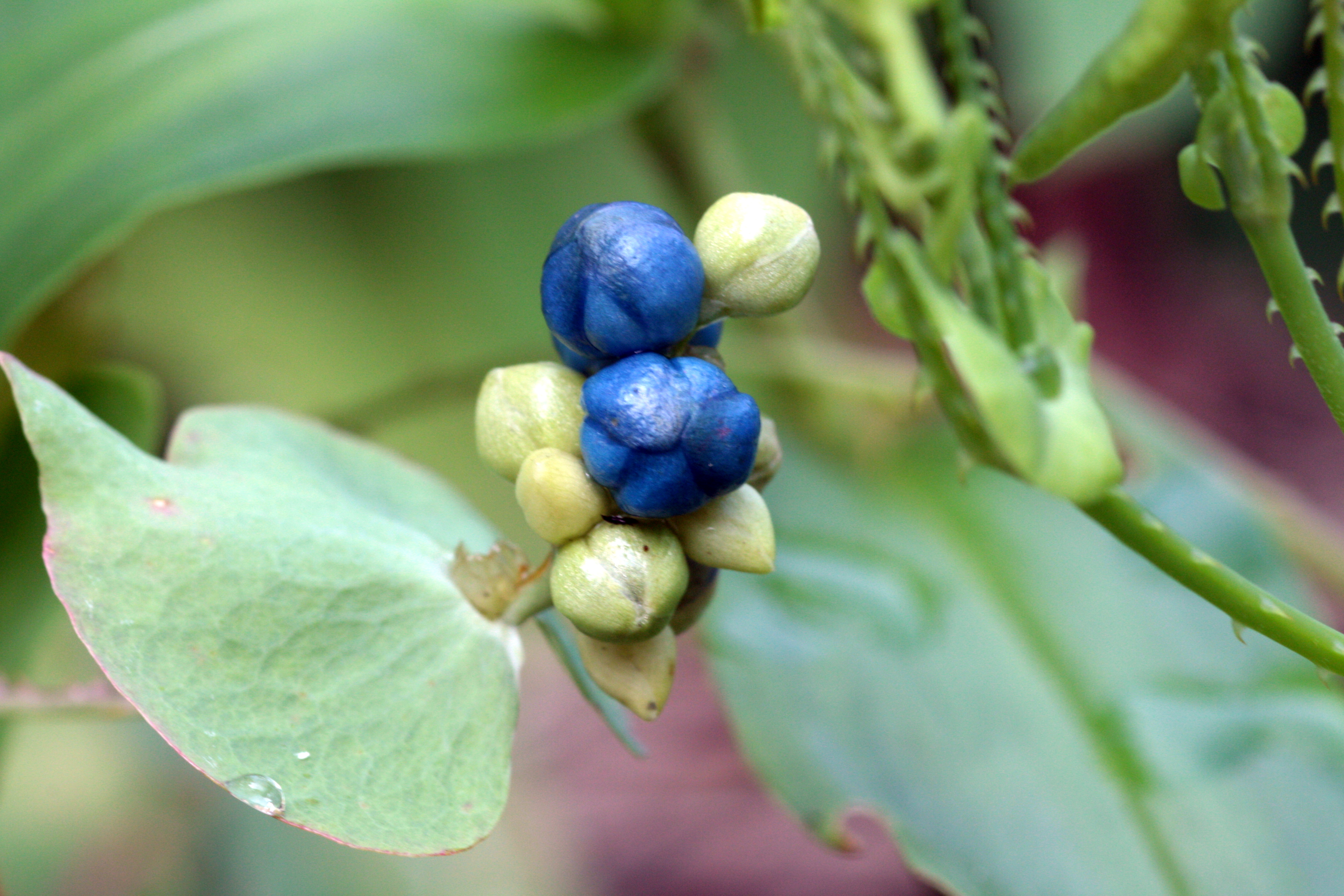
열매
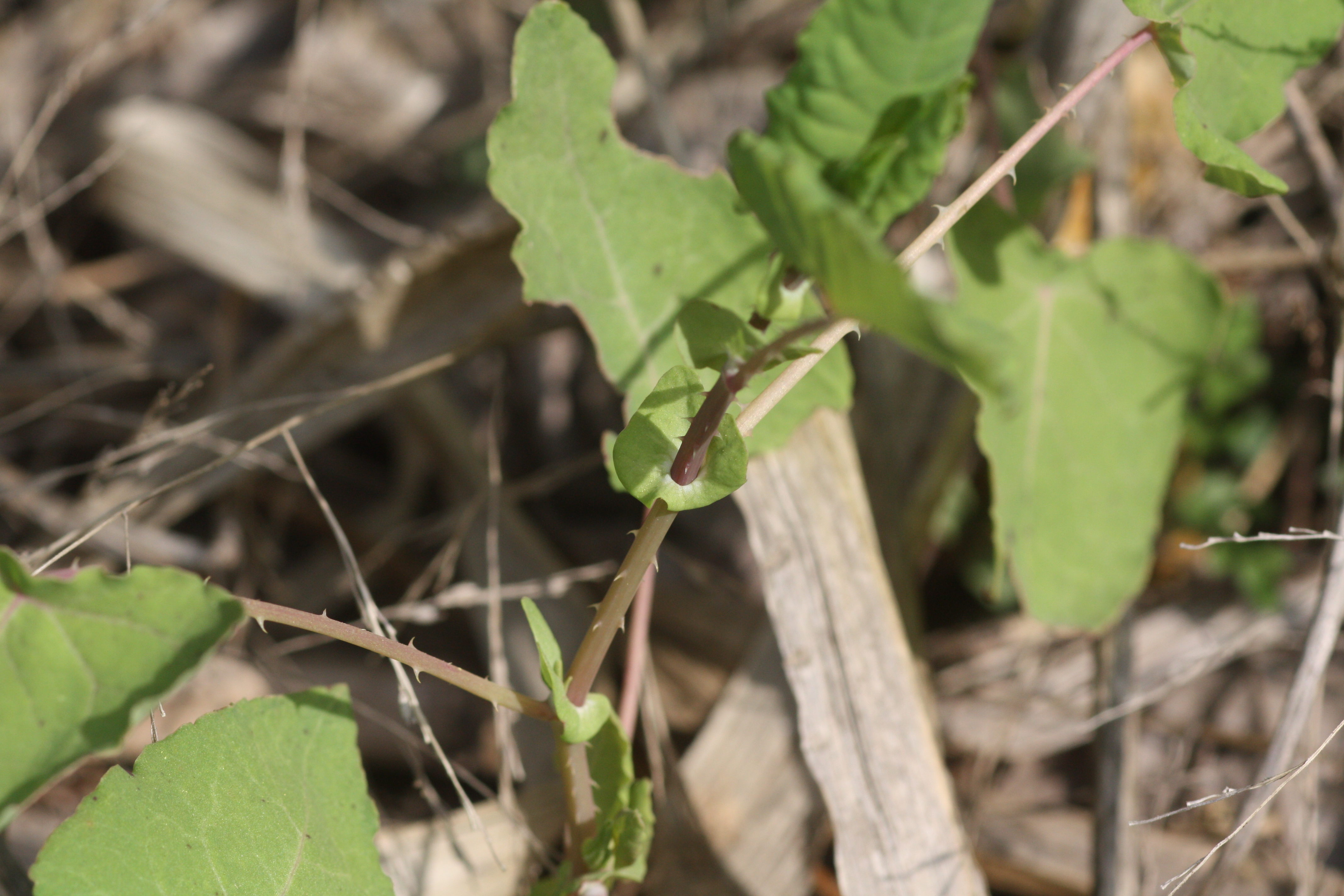
턱잎과 줄기

## 참고 문헌
- 고경식; 김윤식 (1988). 《원색한국식물도감》. 아카데미서적.
- 이동혁 (2007). 《오감으로 찾는 우리 풀꽃》. 도서출판 이비컴. ISBN 978-89-89484-57-8.
- 풀베개